# Retinoschisis
A retinoschisis az emberi szem ritka betegsége, ami az ideghártya (retina vagy recehártya) rétegeinek abnormális szétválásával jár, a retina belső kilenc rétegén belül. BNO-kódja H3570. Nem azonos a retinaleválás néven ismert kórképpel. Általában a külső, ritkábban a belső magvas rétegben alakul ki, és a látás funkciójának sérülésével jár. A retina, amit több rétegnyi egymással összekötött ideg- és pigmentsejt alkot, különálló rétegekre válik szét, ami a látómező érintett részén okoz látáscsökkenést.
A retinoschisis gyakorisága becslések szerint 1:5000-1:25 000 között van, elsősorban fiúgyermekeket érint. A „schisis” szó görög eredetű, „szétválást” jelent, és a retina rétegeinek szétválására utal. Ha a retinoschisis a makulát (sárgafoltot) érinti, akkor a retina központi részén az éleslátás központja eshet ki (a sárgafolt-elfajulás egy formája). A kezelés általában arra irányul, hogy a leválást a sárgafolton kívüli részre korlátozzák.
A fiatalkori retinoschisist a humán X nemi kromoszóma RS1-fehérjét kódoló génjének hibája okozza, a betegség általában a tünetmentes, hordozó anya fiúgyermekében jelentkezik. Az egészséges szemben a retinasejtek egy retinoschisin (RS1) nevű fehérjét választanak ki, ami ragasztószerűen összetartja a retina rétegeit. A betegség már gyermekkorban jelentkezik, legkésőbb az általános iskolában észre szokták venni, bár néha fiatal felnőttkorban fedezik csak fel. Az időskori retinoschisis a szem öregedése által kiváltott retinaszétválás, férfiakat és nőket is érinthet, és nem genetikai eredetű.
A retinoschisises betegek csak kis hányada vakul meg teljesen, egy részüknek viszont az olvasás is nagy nehézséget okoz, és jogi értelemben vakok lehetnek. A látóélesség mindkét szemben 20/200 (0,10) alá romolhat.
A retinoschisis az éleslátás csökkenését okozza; a retinában apró ciszták képződnek, gyakran finom, küllőszerű mintázatot alkotva. A ciszták szabad szemmel nem láthatók, csak a szemészeti vizsgálat során vehetők észre. Szemüveggel nem lehet látásjavulást elérni, mivel a ciszták magát az idegszövetet károsítják. A perifériás látás is károsodhat, hogyha a retina belső kilenc rétege elválik a pigmenthám külső, epithel rétegétől. A kialakuló retinaleválás sebészetileg (pl. lézeresen) kezelhető, de a kiváltó ok – a rétegek szétválása – a jelenlegi módszerekkel nem szüntethető meg. Mivel a retinoschisis könnyen összetéveszthető más szembetegségekkel, fontos hogy szemész szakorvos alaposan megvizsgálja a szemeket, nehogy a retinaleválás kezeletlenül maradjon.

## Tünetek
A retinoschisis tünetei az elváltozás kiterjedtségétől függnek. A gócosan jelentkező elváltozások többnyire látótérkiesést okoznak. Ha nagyobb területet érint az elváltozás, jellemző a fekete foltok látása és esetleg szikralátás. Ha a betegség az éleslátásnak megfelelő helyen jelentkezik, kieshet a látótér közepe, torz látás és látásélesség-csökkenés következik be.

## Kezelése
A retinoschisis a jelenleg rendelkezésre álló módszerekkel nem gyógyítható. Fontos a szemek óvása, és az esetleges retinaleválás kezelése. Állatkísérletekben ígéretes eredményeket értek el egészséges emberi gének génhibás egerek szemébe juttatásával, a beavatkozás nem csak megakadályozta a szétválást, de a már sérült egérszemben vissza is fordította a ciszták kialakulását.

## Öröklődés
A retinoschisis az X-kromoszómához kötődő recesszív jelleg. A hibás gént hordozó nők másik X-kromoszómája általában egészséges (kivéve azt a ritka esetet, ha mindkét szülő hordozta a génhibát), ezért a nőknél sokkal ritkább a megbetegedés, mint a férfiaknál. A domináns-recesszív öröklésmenet alapján a főbb eshetőségek:
- beteg nő és beteg férfi gyermeke is beteg lesz, nemtől függetlenül
- beteg nő és egészséges férfi gyermeke hordozó nő vagy beteg férfi lesz
- hordozó nő és beteg férfi gyermeke azonos valószínűséggel lehet hordozó nő, beteg nő, egészséges férfi vagy beteg férfi
- hordozó nő és egészséges férfi gyermeke azonos valószínűséggel lehet hordozó nő, egészséges nő, egészséges férfi vagy beteg férfi
- egészséges nő és beteg férfi gyermeke azonos valószínűséggel lehet hordozó nő vagy egészséges férfi

## Fordítás
- Ez a szócikk részben vagy egészben  a   Retinoschisis című angol Wikipédia-szócikk ezen változatának fordításán alapul.  Az eredeti cikk szerkesztőit annak laptörténete sorolja fel. Ez a jelzés csupán a megfogalmazás eredetét és a szerzői jogokat jelzi, nem szolgál a cikkben szereplő információk forrásmegjelöléseként.